# Simulium ivdelensis
Simulium ivdelensis är en tvåvingeart som beskrevs av Yankovsky 2000. Simulium ivdelensis ingår i släktet Simulium och familjen knott. Inga underarter finns listade i Catalogue of Life.